# Saint-Jacques (België)
Saint-Jacques is een gehucht in de gemeente Trois-Ponts in het zuidelijke gedeelte van de Belgische provincie Luik. Saint-Jacques ligt aan de weg van Trois-Ponts naar Fosse. Nabij Saint-Jacques ligt het gehucht Bergeval.

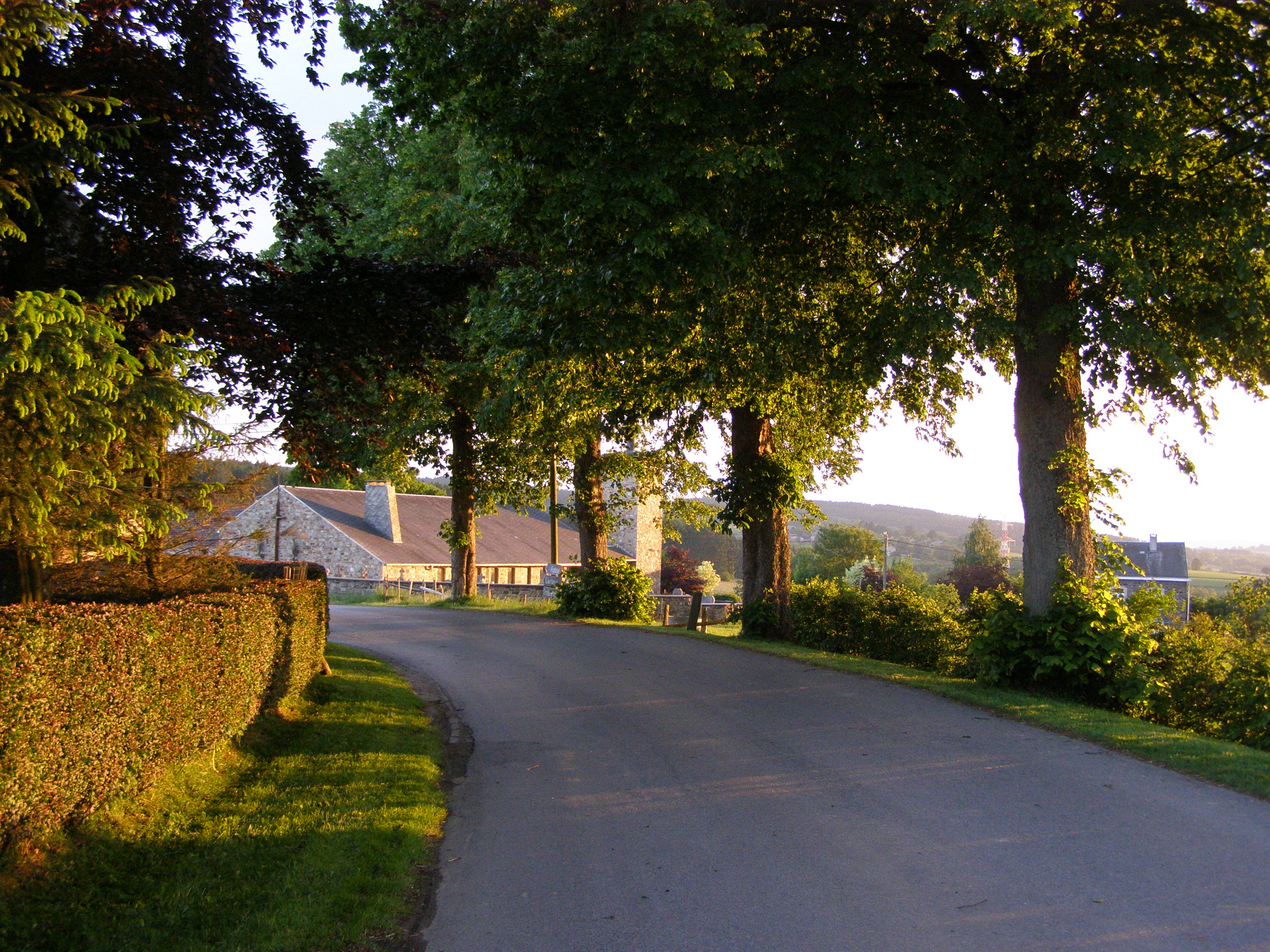
De kerk van Saint-Jacques

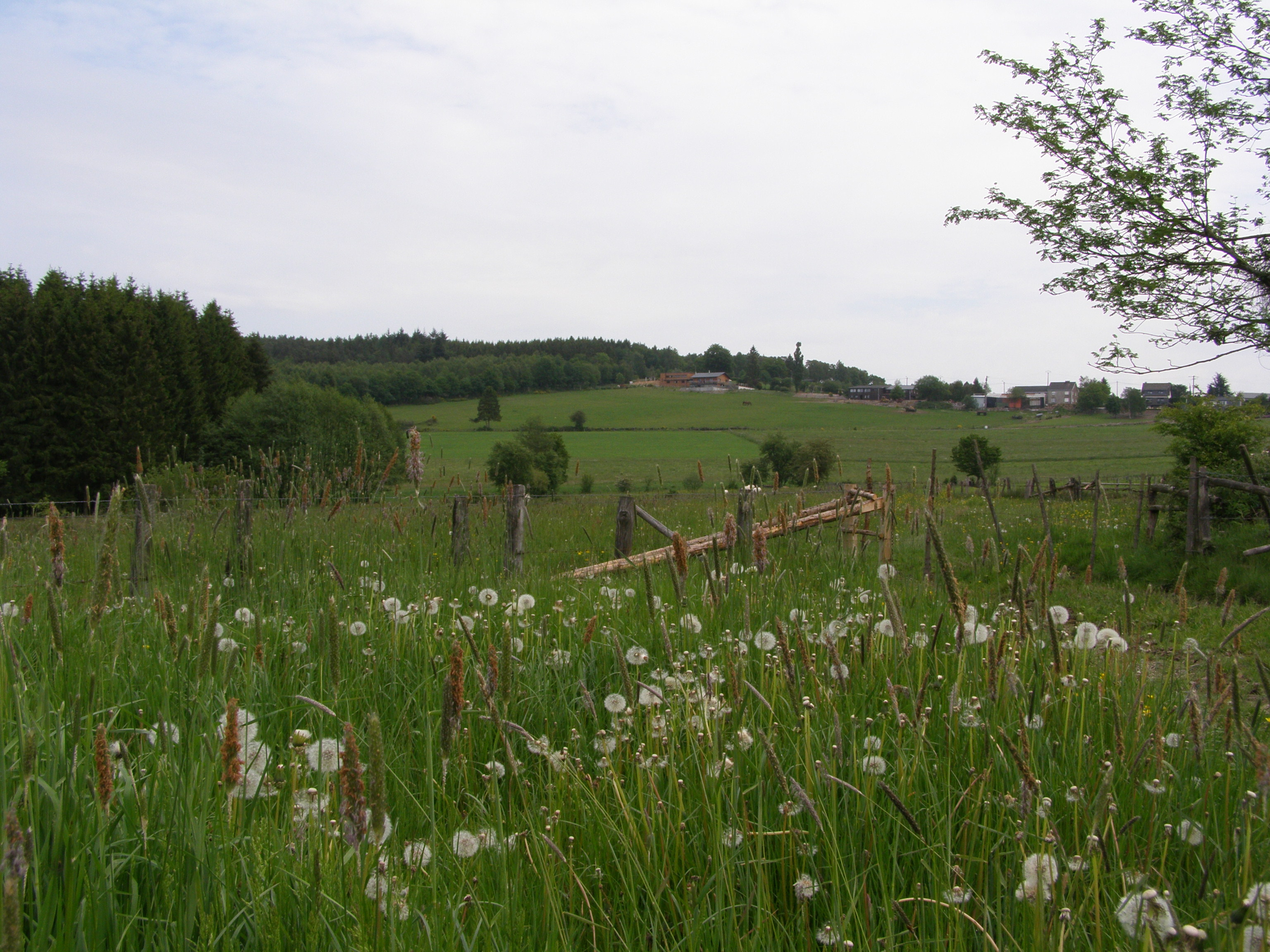
Saint-Jacques gezien vanuit het westen